# Jorge López Portillo Tostado
Jorge López Portillo Tostado (Santiago de Querétaro, 31 de julio de 1959) es un político y economista mexicano que desempeñó como Gobernador interino de Querétaro desde el 27 de agosto hasta el 30 de septiembre de 2015. Tiene la maestría en Administración Pública y es egresado de la Universidad Nacional Autónoma de México (UNAM).

## Biografía
Está casado con la Sra. Irma Ma. De Lourdes Alcántara de la Torres, con cuatro hijos, Jorge, Ricardo, Magali y Fernando; su cargo anterior a la Gubernatura del Estado de Querétaro, fue como secretario de Gobierno del Poder Ejecutivo de su estado.
Es Licenciado en Economía, con maestría en Administración Pública, egresado de la UNAM. Entró a la Administración Pública hace más de treinta años, a los 19 años trabajó en el Centro Nacional de Investigaciones Agrarias, después en la Secretaría de Programación y Presupuesto como Director de Política Económica, en octubre de 1985 trabajó en la administración del gobernador Mariano Palacios Alcocer, más tarde lo hizo también en el periodo de Enrique Burgos García como Coordinador de Concertación Social, ya establecida su familia en Querétaro, López Portillo se dirigió a la Ciudad de México para ejercer en la Secretaría de Gobernación como director general de Desarrollo Político con Francisco Labastida Ochoa.
Fue responsable del Sector Educativo en el Gobierno del Estado de México y se desempeñó como director general de Desarrollo Político de la Secretaría de Gobernación del Gobierno de la República; Director del Centro de Estudios de Gobernabilidad y Políticas Públicas del Instituto Nacional de Administración Pública y Director de Política Económica de la Secretaría de Programación y Presupuesto del Gobierno Federal.
En Querétaro fue Coordinador de Concertación Social, responsable de la política social; Subsecretario de Análisis y Desarrollo Político; Coordinador del COPLADEQ y Director de Programación y Presupuesto.
Ha sido consultor para el diseño y operación de políticas públicas, planeación del desarrollo, administración pública, política presupuestal y programación; federalismo, política social, seguridad nacional, gobernabilidad y desarrollo político en México, Argentina, Chile, Alemania, Cuba, España, Venezuela, Bolivia y Guatemala.
Diez años trabajó en México y regresando con su familia todos los fines de semana, se concentró los últimos años en el gobierno de la Ciudad de México, en temas de economía y educación y después regresó a Querétaro a invitación del gobernador electo José Calzada Rovirosa a participar en su proyecto.
Al inicio de la Administración Estatal 2009-2015, fungió como secretario de Planeación y Finanzas hasta marzo de 2012.
El 27 de agosto de 2015 el Congreso del Estado de Querétaro aprobó la designación de Jorge López Portillo Tostado, como gobernador interino del estado.

## Reconocimientos
- Premio Nacional de Economía “Juan F. Loyola”.[10]
- Medalla al Mérito Académico de la Universidad Autónoma de Querétaro.